# 르노삼성 QM5
르노삼성 QM5(Renault Samsung QM5)는 대한민국의 자동차 업체인 르노삼성자동차의 첫 SUV로, 닛산 캐시카이와 닛산 로그 그리고 닛산 X-트레일의 전륜구동 플랫폼을 공유하여 개발됐다. 차명인 QM5에서 QM은 'Quest Motoring'을 의미이며, 5는 중형급을 나타내는 숫자이다. 해외에서는 르노의 영업망을 통해 콜레오스 (KOLEOS)로 팔렸으며, 르노삼성자동차(현 르노코리아)의 부산공장에서 생산되었다.

## 1세대(H45)

### QM5(2007년12월~2011년6월)

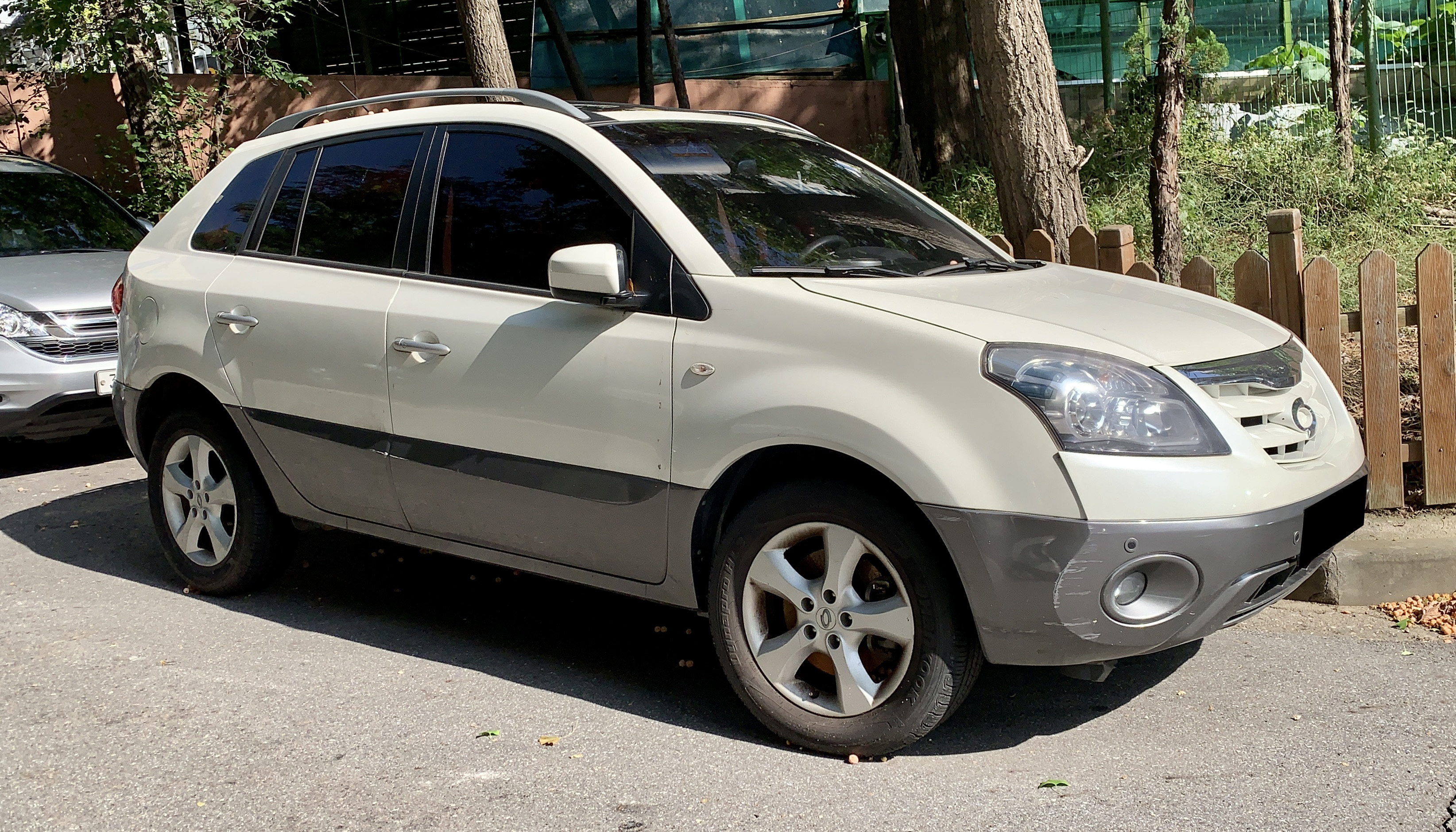
르노삼성 QM5(전기형) 정측면

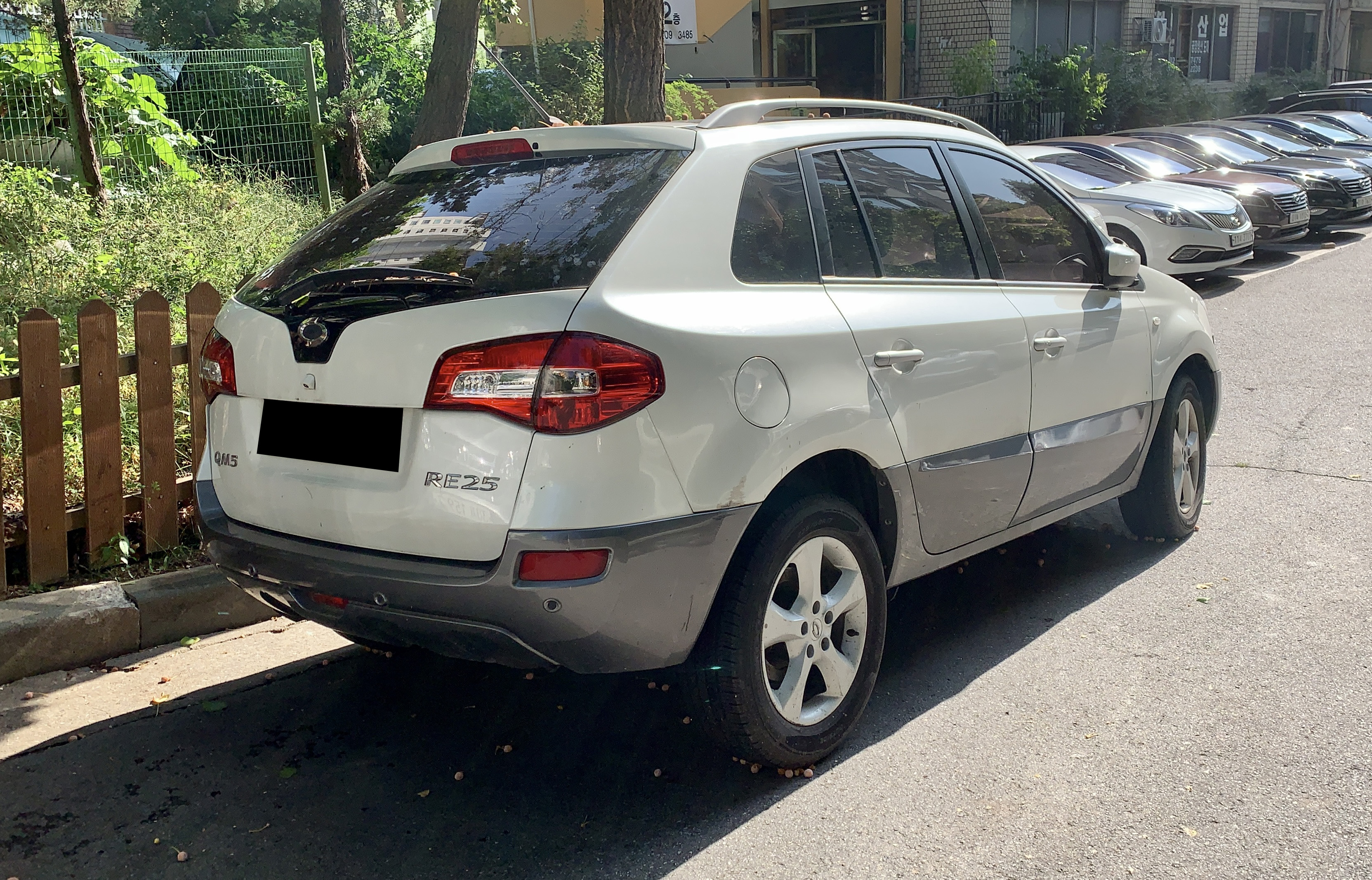
르노삼성 QM5(전기형) 후측면

2007년 4월에 개최된 서울 모터쇼에 쇼 카인 QMX로 공개됐으며, 11월 19일 생산을 시작해 12월 10일부터 판매를 개시했다. 대한민국산 자동차 최초의 파노라마 선 루프와 보스 오디오 시스템 외에 커튼 에어백, 인텔리전트 스마트 카드 시스템, 클램쉘 리어 게이트 등이 적용됐다. 2.0ℓ dCi(초고압 커먼레일 직분사식) 디젤 엔진에 6단 자동변속기를 조합한 사양이 먼저 선보였고, 2.5ℓ CVTC 가솔린 엔진에 CVT를 조합한 사양과 2.0ℓ dCi 디젤 엔진에 6단 수동변속기를 조합한 사양은 2008년 7월 1일에 선보였다. 2009년 4월 1일에는 디젤 LE 트림과 가솔린 LE25 트림에 파노라마 선 루프와 스키드 세트 Ⅲ(전용 액세서리)를 추가한 어드벤처가, 같은 해 9월 1일에는 미네랄 베이지 바디 컬러(전용)와 베이지 투톤 가죽 시트, 하이그로시 블랙 및 크롬 장식이 적용된 페어웨이가 출시됐다. 2010년 1월 4일에는 블루투스 핸즈프리와 차속감응 볼륨 조절 기능 고급 오디오가 기본 적용되고, 2.5ℓ CVTC 가솔린 엔진의 연비를 개선한 2010년형이 출시됐다. 같은 해 7월 1일에는 2.0ℓ dCi 디젤 엔진의 연비를 개선하고, 크롬&실버 페인트 라디에이터 그릴과 크루즈 컨트롤 및 속도 제한 기능을 기본 적용한 2011년형이 출시됐다. 동시에 보스 오디오 시스템, 전자식 주차 브레이크, MMI 시스템, USB 및 아이팟 연결 단자 등이 적용된 보스 스페셜 에디션이 추가됐다. 10월에는 슈퍼스타K 2의 최종 우승자인 허각에게 QM5가 전달되기도 했다.

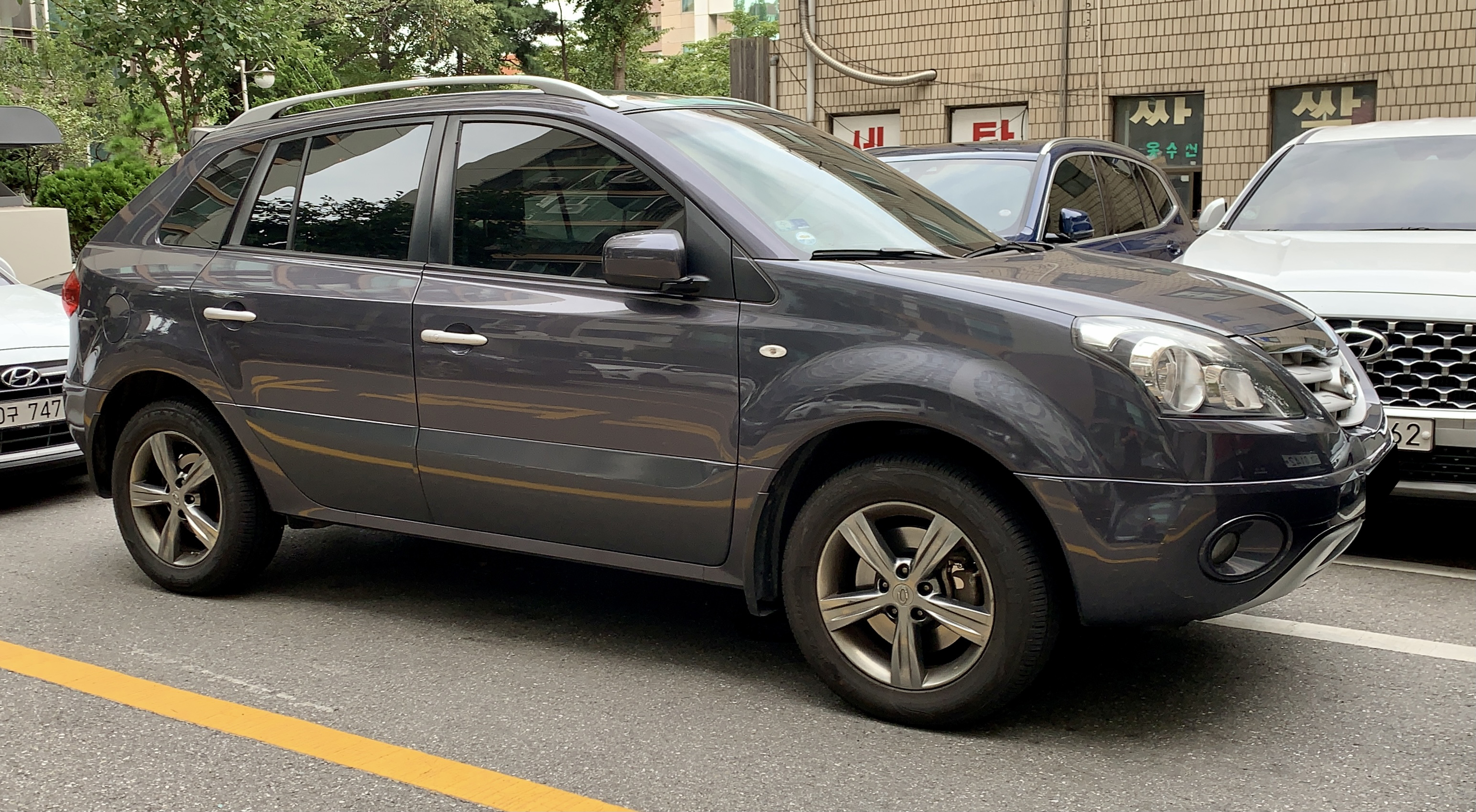
르노삼성 QM5(후기형) 정측면
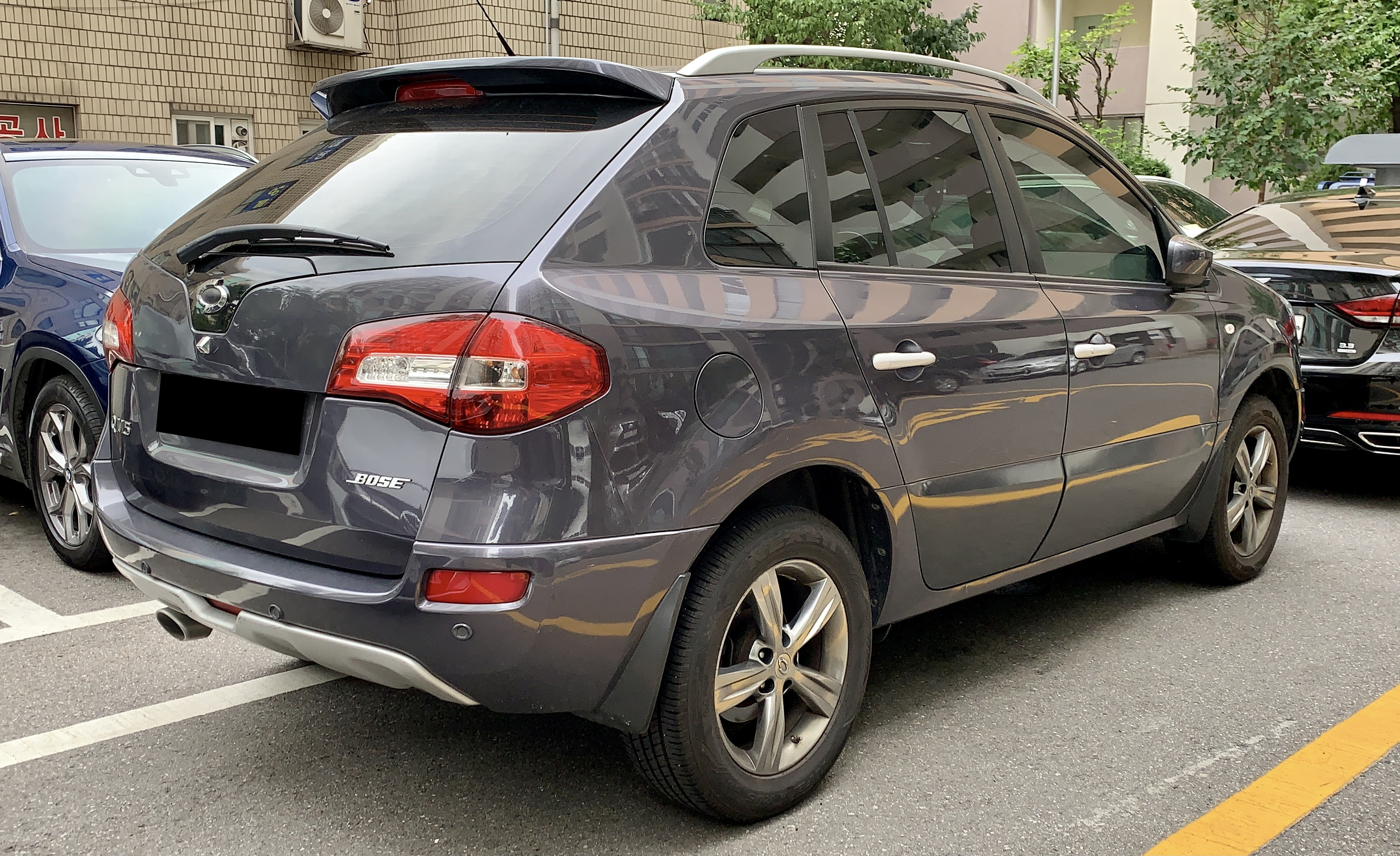
르노삼성 QM5(후기형) 후측면

### 디젤(전륜 구동)
- SE (2009년 단종 후 2010년 추가)
- SE 플러스 (2010년 단종)
- SE 프리미엄 패키지 (2011년 추가)
- LE
- 어드벤처 (2009년 추가 후 2009년 단종)
- 페어웨이 (2009년 추가 후 2010년 단종)
- 보스® (2010년 추가)
- LE 플러스 (2009년 단종)
- LE 프리미엄 (2008년 단종)
- RE
- RE 플러스 (2008년 단종)

### 디젤(4륜 구동)
- 4WD SE (2010년 추가)
- 4WD LE
- 4WD LE 플러스 (2009년 단종)
- 4WD LE 프리미엄 (2008년 단종)
- 4WD RE
- 4WD RE 플러스 (2008년 단종)
- 4WD 스포티(수동) LE (2008년 단종)
- 4WD 스포티(수동) LE 플러스 (2009년 단종)
- 4WD 스포티(수동) LE 프리미엄 (2008년 단종)

### 가솔린(전륜 구동)
- SE 25 (2010년 추가)
- SE 25 플러스 (2009년 추가 후 2010년 단종)
- LE 25 (2008년 단종 후 2009년 추가)
- 어드벤처 25 (2009년 추가 후 2009년 단종)
- 페어웨이 25 (2009년 추가 후 2010년 단종)
- 보스® 25 (2010년 추가)
- LE 25 플러스 (2009년 단종)
- LE 25 프리미엄 (2008년 단종)
- RE 25
- RE 25 플러스 (2008년 단종)

| 구분                 | QM5 2.0ℓ dCi 디젤 2WD                                          | QM5 2.0ℓ dCi 디젤 4WD                                          | QM5 2.5ℓ CVTC 가솔린 2WD            |
| -------------------- | -------------------------------------------------------------- | -------------------------------------------------------------- | ----------------------------------- |
| 전장 (mm)            | 4,520                                                          | 4,520                                                          | 4,520                               |
| 전폭 (mm)            | 1,855                                                          | 1,855                                                          | 1,855                               |
| 전고 (mm)            | 1,695 1,710(루프랙 장착시)                                     | 1,695 1,710(루프랙 장착시)                                     | 1,695 1,710(루프랙 장착시)          |
| 축거 (mm)            | 2,690                                                          | 2,690                                                          | 2,690                               |
| 윤거 (전, mm)        | 1,545(R17)                                                     | 1,545(R17)                                                     | 1,545(R17)                          |
| 윤거 (후, mm)        | 1,550(R17)                                                     | 1,550(R17)                                                     | 1,550(R17)                          |
| 승차 정원            | 5명                                                            | 5명                                                            | 5명                                 |
| 변속기               | 수동 6단 자동 6단                                              | 수동 6단 자동 6단                                              | CVT                                 |
| 서스펜션 (전/후)     | 맥퍼슨 스트럿/멀티 링크                                        | 맥퍼슨 스트럿/멀티 링크                                        | 맥퍼슨 스트럿/멀티 링크             |
| 구동 형식            | 전륜 구동                                                      | 4륜 구동                                                       | 전륜 구동                           |
| 엔진 형식            | M9R                                                            | M9R                                                            | 2TR                                 |
| 연료                 | 디젤                                                           | 디젤                                                           | 가솔린                              |
| 배기량 (cc)          | 1,995                                                          | 1,995                                                          | 2,488                               |
| 최고 출력 (ps/rpm)   | 150/4,000                                                      | 173/3,750(수동 6단) 150/4,000(자동 6단)                        | 171/6,000                           |
| 최대 토크 (kg*m/rpm) | 32.6/2,000                                                     | 36.7/2,000(수동 6단) 32.6/2,000(자동 6단)                      | 23.0/4,400                          |
| 연료 탱크 용량 (ℓ)   | 65                                                             | 65                                                             | 65                                  |
| 요소수 탱크 용량 (ℓ) | -                                                              | -                                                              | -                                   |
| 공차 중량 (kg)       | 1,675(수동 6단)/ 1,706(자동 6단) (이후 1,705(자동 6단)로 변경) | 1,742(수동 6단)/ 1,753(자동 6단) (이후 1,730(자동 6단)로 변경) | 1,639(CVT) (이후 1,590(CVT)로 변경) |
| 연비 (km/ℓ)          | 14.8(수동 6단)/ 12.8(자동 6단) (이후 13.8(자동 6단)로 변경)    | 14.4(수동 6단)/ 12.2(자동 6단) (이후 13.4(자동 6단)로 변경)    | 11.2(CVT) (이후 11.8(CVT)로 변경)   |
| Co2 배출량 (g/km)    | 182(수동 6단)/ 210(자동 6단) (이후 195(자동 6단)로 변경)       | 187(수동 6단)/ 222(자동 6단) (이후 201(자동 6단)로 변경)       | 209(CVT) (이후 198(CVT)로 변경)     |

### 뉴 QM5(2011년6월~2014년1월)

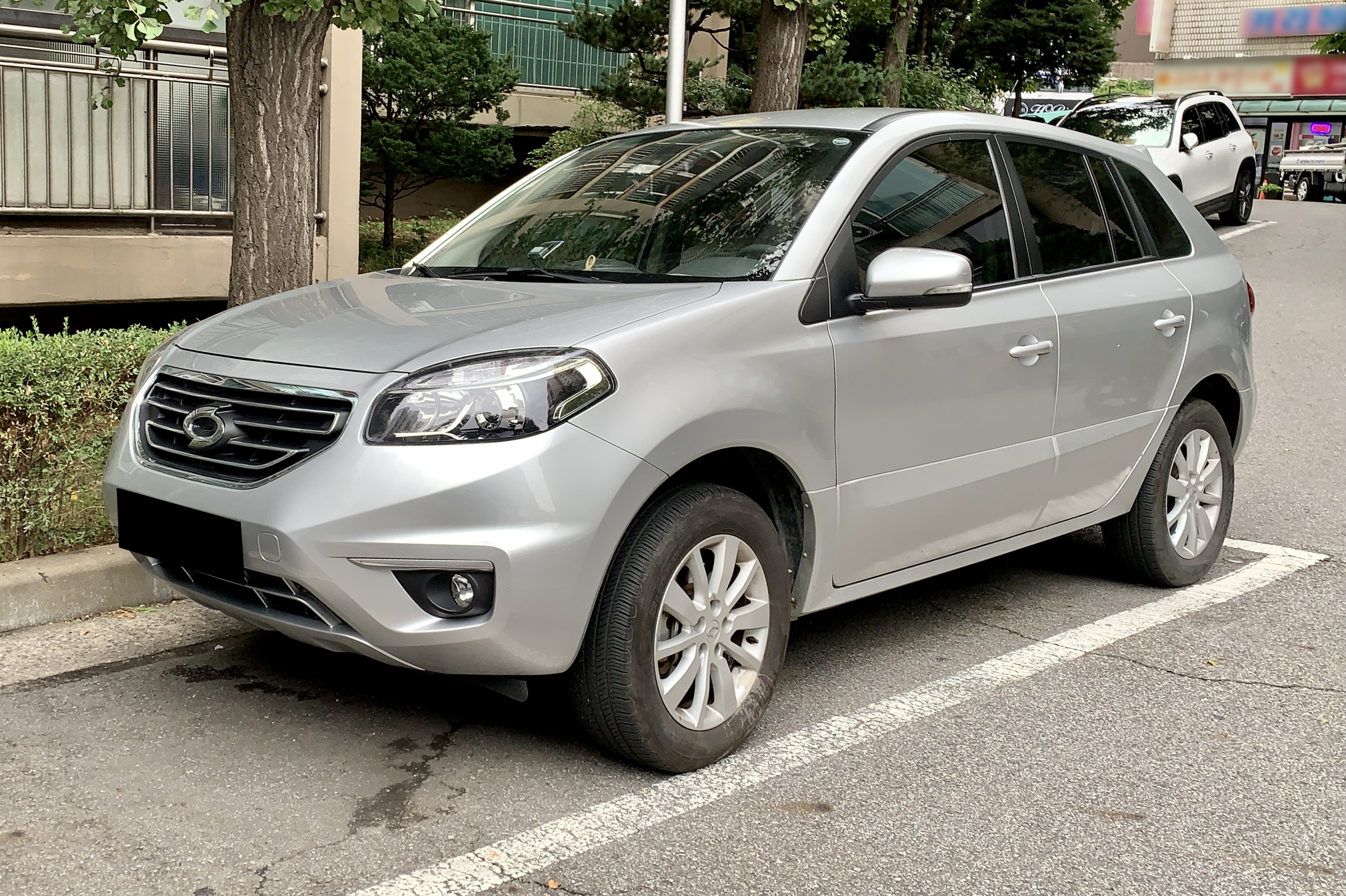
르노삼성 뉴 QM5 정측면

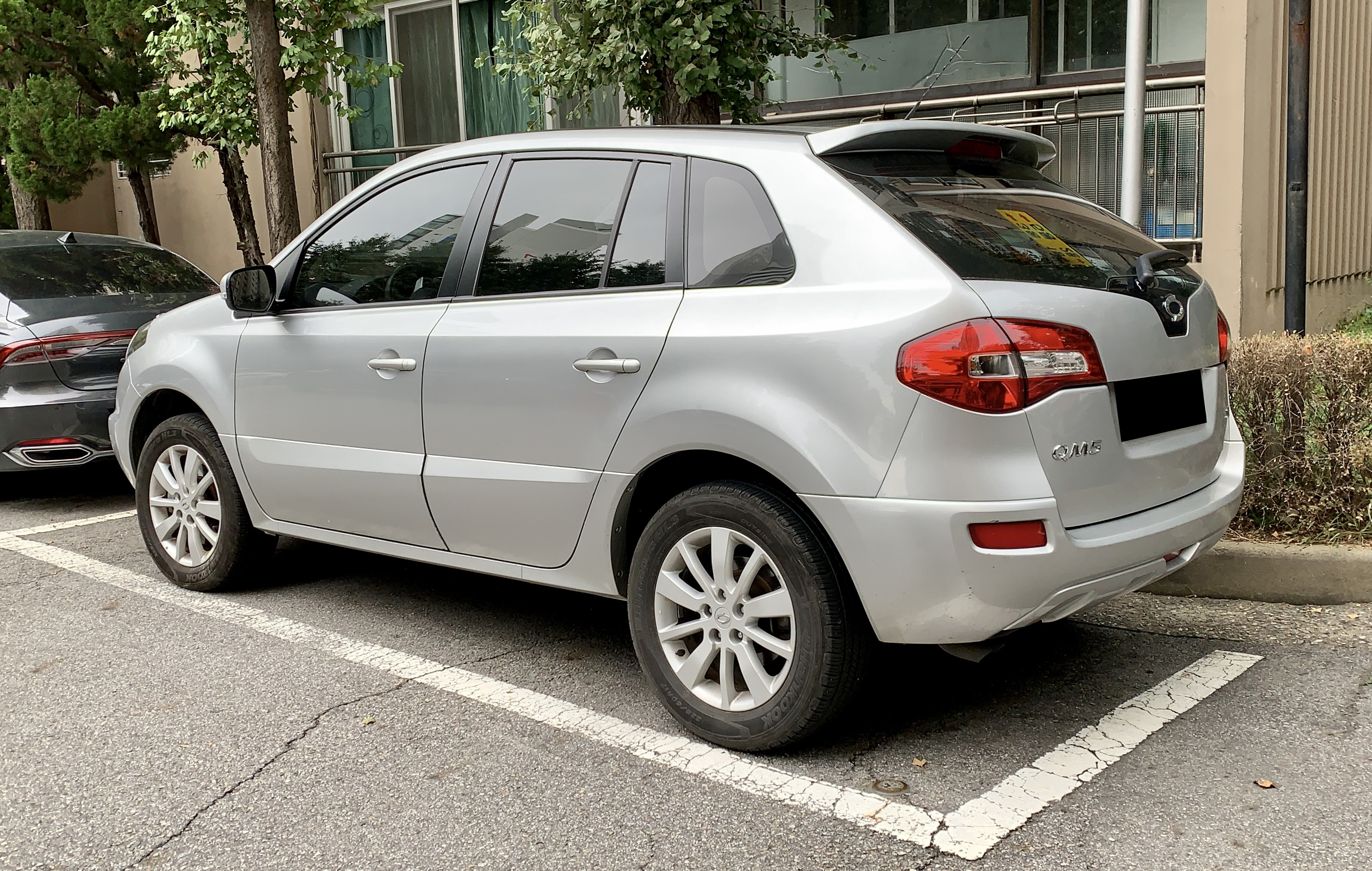
르노삼성 뉴 QM5 후측면

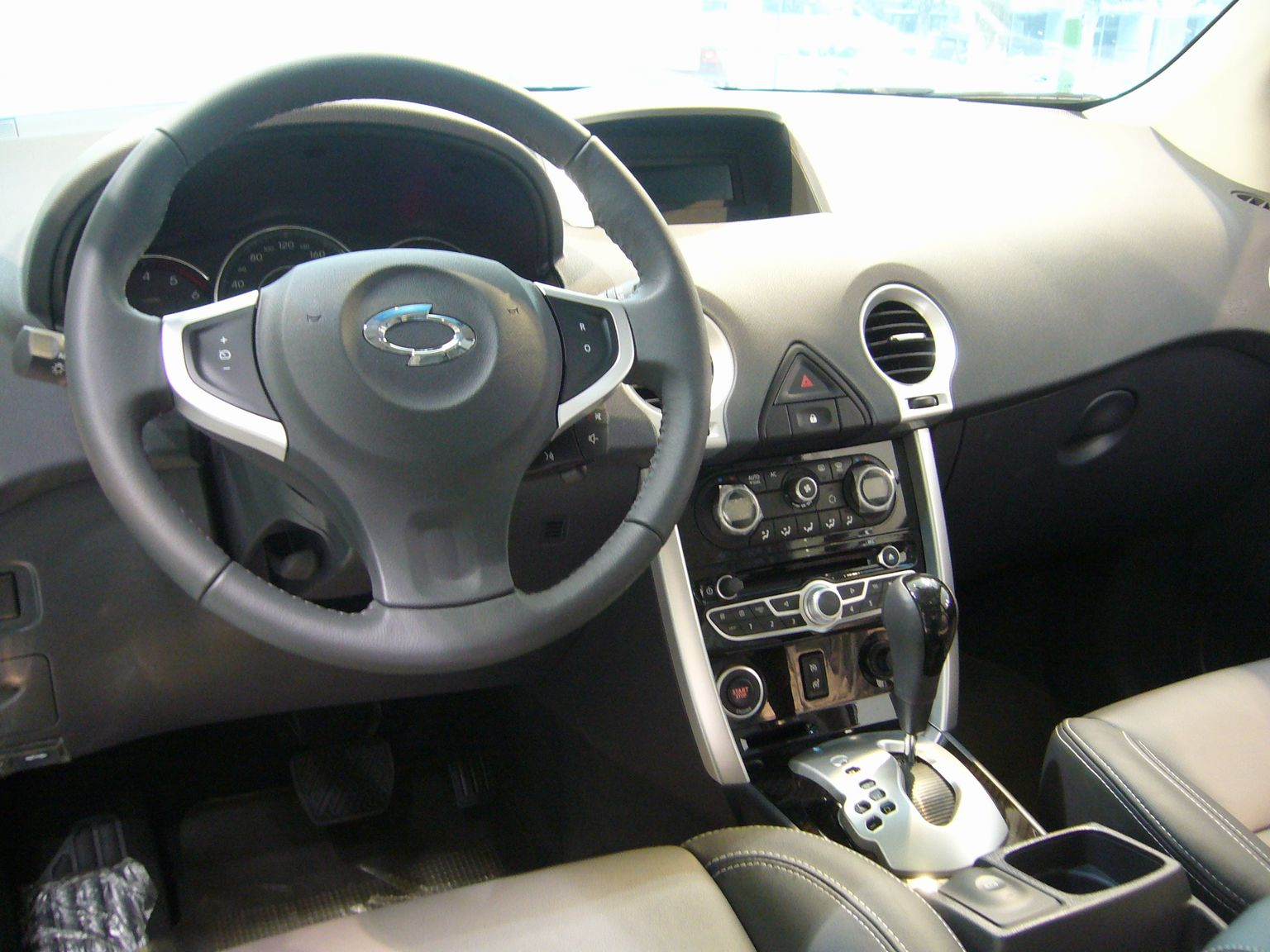
르노삼성 뉴 QM5 실내

2011년 6월 30일에는 페이스 리프트를 거친 뉴 QM5가 출시됐다. 라디에이터 그릴을 포함한 앞 부분이 바뀌어 전장이 5mm 길어졌고, 방향 지시등이 앞 펜더에서 아웃 사이드 미러로 옮겨졌다. 2012년 7월 2일에 선보인 2013년형은 스키드 세트 기본 적용, 1열 사이드&커튼 에어백 기본 적용(LE 트림 이상), 동승석 파워 시트 기본 적용(RE 트림) 등의 변화가 생겼다. 같은 해 11월에는 파노라마 선 루프와 인텔리전트 스마트 카드 시스템 기본 적용 외에 1열 시트에 살로몬 문구를 새겨 넣고, 앞 펜더와 테일 게이트에 살로몬 데칼 스티커를 붙인 살로몬 에디션의 한정 판매(320대)를 개시했다. 2013년 4월 22일에는 2.5ℓ CVTC 가솔린 엔진이 2.0ℓ CVTC 가솔린 엔진으로 대체되고, 사각지대 정보 시스템, 스마트 커넥트 장착 등이 적용된 2014년형이 출시되었다. 동시에 기존 2.0ℓ dCi 디젤 엔진의 4륜구동 사양의 최고 출력이 150마력에서 173마력으로, 최대 토크는 32.6에서 36.7로 향상되어 전륜구동 사양과 동일해졌다. 2015년 3월 1일에 선보인 2015년형 QM5 네오는 편의 사양이 추가되고, LED 주간 주행등이 모든 트림에 신규 적용되었다. 그리고 광고에서 코리아 갓 탤런트가 나온다.

### 디젤(전륜 구동)
- SE
- LE
- LE 플러스 (2013년 단종)
- 살로몬 에디션 (2012년 추가 후 2013년 단종)
- RE
- RE 아트 컬렉션 (2013년 추가 후 2013년 단종)

### 디젤(4륜 구동)
- 4WD SE
- 4WD LE
- 4WD 살로몬 에디션 (2012년 추가 후 2013년 단종)
- 4WD RE
- 4WD RE 아트 컬렉션 (2013년 추가 후 2013년 단종)

### 가솔린(전륜 구동)
- SE (2013년 추가)
- LE (2013년 추가)
- SE 25 (2011년 단종)
- LE 25 (2011년 단종)
- LE 25 플러스 (2013년 단종)
- 살로몬 에디션 (2012년 추가 후 2013년 단종)
- RE 25 (2013년 단종)

| 구분                 | 뉴 QM5 2.0ℓ dCi 디젤 2WD                                             | 뉴 QM5 2.0ℓ dCi 디젤 4WD                                             | 뉴 QM5 2.0ℓ CVTC 가솔린 2WD        | 뉴 QM5 2.5ℓ CVTC 가솔린 2WD                               |
| -------------------- | -------------------------------------------------------------------- | -------------------------------------------------------------------- | ---------------------------------- | --------------------------------------------------------- |
| 전장 (mm)            | 4,525                                                                | 4,525                                                                | 4,525                              | 4,525                                                     |
| 전폭 (mm)            | 1,855                                                                | 1,855                                                                | 1,855                              | 1,855                                                     |
| 전고 (mm)            | 1,695 1,710(루프랙 장착시)                                           | 1,695 1,710(루프랙 장착시)                                           | 1,695 1,710(루프랙 장착시)         | 1,695 1,710(루프랙 장착시)                                |
| 축거 (mm)            | 2,690                                                                | 2,690                                                                | 2,690                              | 2,690                                                     |
| 윤거 (전, mm)        | 1,545(R17)                                                           | 1,545(R17)                                                           | 1,545(R17)                         | 1,545(R17)                                                |
| 윤거 (후, mm)        | 1,550(R17)                                                           | 1,550(R17)                                                           | 1,550(R17)                         | 1,550(R17)                                                |
| 승차 정원            | 5명                                                                  | 5명                                                                  | 5명                                | 5명                                                       |
| 변속기               | 자동 6단                                                             | 자동 6단                                                             | CVT                                | CVT                                                       |
| 서스펜션 (전/후)     | 맥퍼슨 스트럿/멀티 링크                                              | 맥퍼슨 스트럿/멀티 링크                                              | 맥퍼슨 스트럿/멀티 링크            | 맥퍼슨 스트럿/멀티 링크                                   |
| 구동 형식            | 전륜 구동                                                            | 4륜 구동                                                             | 전륜 구동                          | 전륜 구동                                                 |
| 엔진 형식            | M9R                                                                  | M9R                                                                  | M4RK                               | 2TR                                                       |
| 연료                 | 디젤                                                                 | 디젤                                                                 | 가솔린                             | 가솔린                                                    |
| 배기량 (cc)          | 1,995                                                                | 1,995                                                                | 1,998                              | 2,488                                                     |
| 최고 출력 (ps/rpm)   | 173/3,750                                                            | 150/4,000 (이후 173/3,750으로 변경)                                  | 143/6,000                          | 171/6,000                                                 |
| 최대 토크 (kg*m/rpm) | 36.7/2,000                                                           | 32.6/2,000 (이후 36.7/2,000으로 변경)                                | 20.1/4,800                         | 23.0/4,400                                                |
| 연료 탱크 용량 (ℓ)   | 65                                                                   | 65                                                                   | 65                                 | 65                                                        |
| 요소수 탱크 용량 (ℓ) | -                                                                    | -                                                                    | -                                  | -                                                         |
| 공차 중량 (kg)       | 1,705(자동 6단)                                                      | 1,730(자동 6단)                                                      | 1,570(CVT)                         | 1,590(CVT)                                                |
| 연비 (km/ℓ)          | 15.1(자동 6단) (이후 도심 11.7/고속 15.4/복합 13.2(자동 6단)로 변경) | 14.3(자동 6단) (이후 도심 11.4/고속 15.0/복합 12.8(자동 6단)로 변경) | 도심 10.0/고속 11.4/복합 10.6(CVT) | 11.8(CVT) (이후 도심 9.4/고속 11.8/복합 10.4(CVT)로 변경) |
| Co2 배출량 (g/km)    | 178(자동 6단) (이후 151(자동 6단)로 변경)                            | 188(자동 6단) (이후 155(자동 6단)로 변경)                            | 166(CVT)                           | 198(CVT) (이후 170(CVT)로 변경)                           |

### QM5 네오(2014년1월~2016년9월)

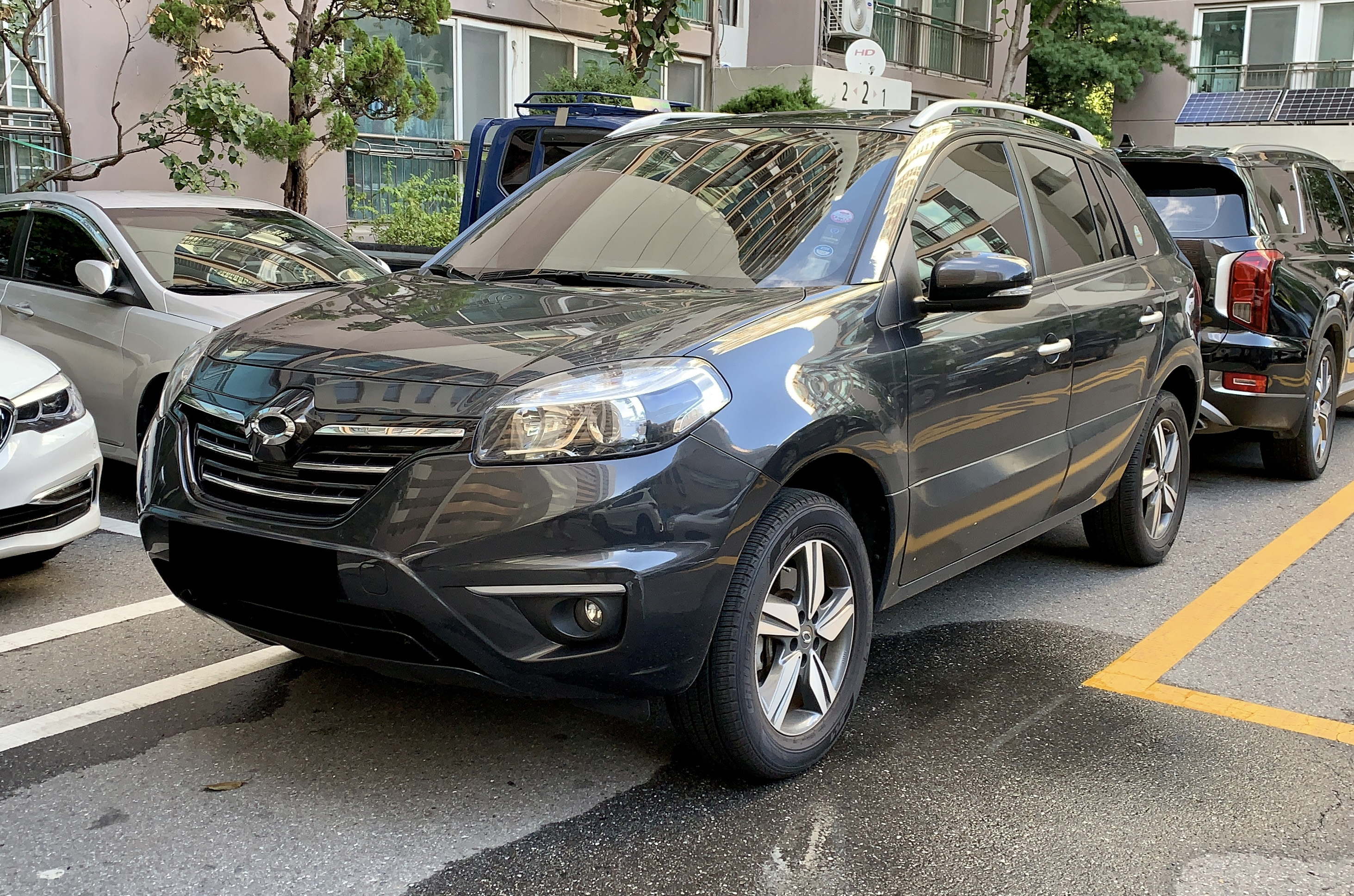
르노삼성 QM5 네오 정측면

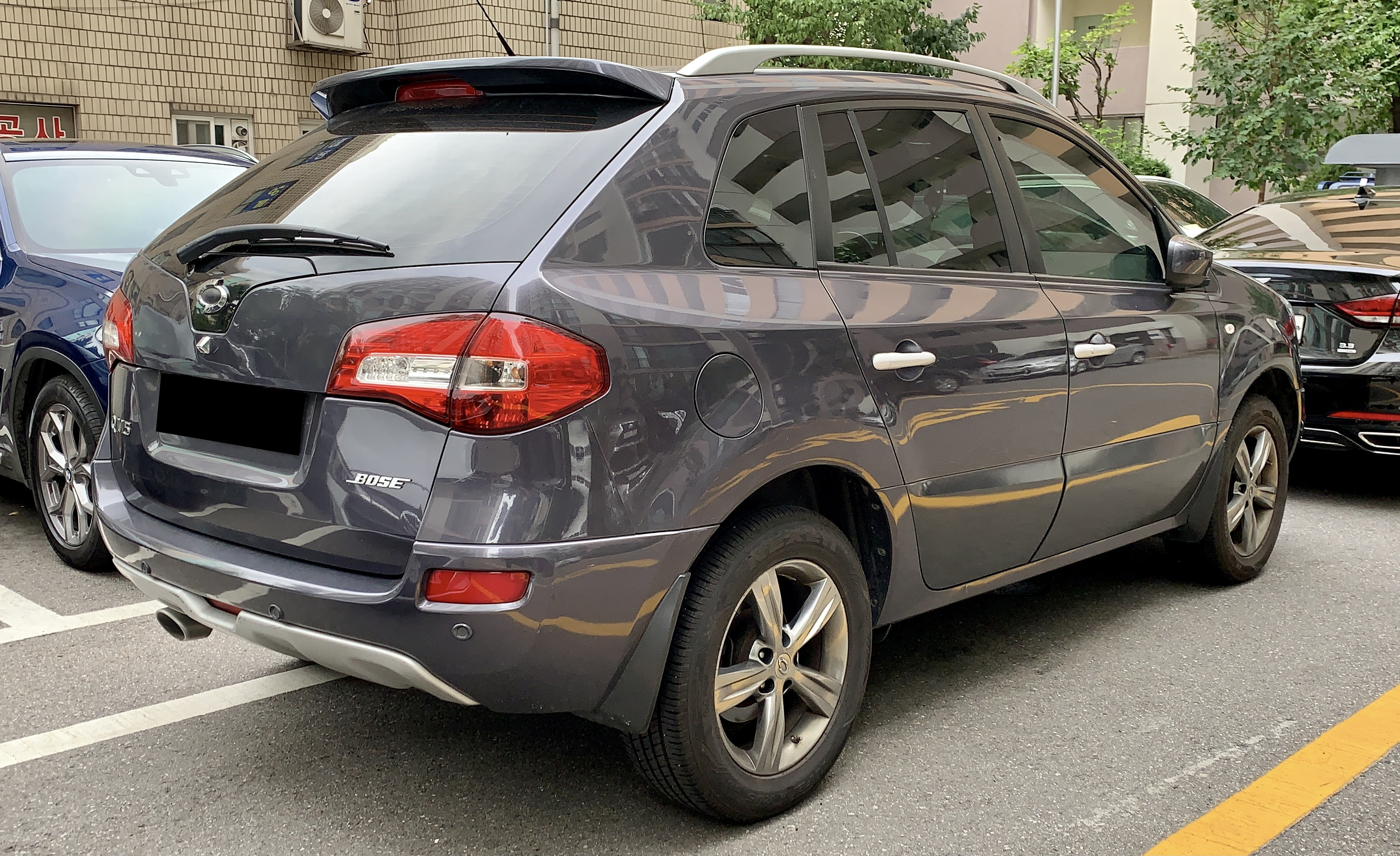
르노삼성 QM5 네오 후측면

2014년 1월 20일에는 르노 콜레오스와 동일한 라디에이터 그릴과 앞 범퍼를 달아 QM3와 디자인 통일성을 이룬 QM5 네오가 출시되었다. 타이어 공기압 경보 장치를 기본 적용했고, B 필러에 송풍구를 추가해 편의성을 높였다. 그러나 2014년 현재 B 필러 송풍구는 파노라마 선 루프와 패키지 옵션으로 묶여 있어 단독으로는 선택할 수 없으며, SE 트림의 경우 완전히 패키지의 선택이 불가능하다. 같은 해 11월 5일에는 실버 컬러(아웃 사이드 미러, 도어 핸들, 루프 레일, 안개등 데코), 레드 투톤 가죽 시트, 와인 레드 센터페시아, 레드 스티치(스티어링 휠, 가죽 시트, 암 레스트, 카 매트) 가 적용된 R4U(Red For You) 트림이 추가되었다.
2015년 11월부터 2.0ℓ dCi 디젤 엔진이 유로 6 기준을 충족시킬 수 없어서 단종됨에 따라 2.0ℓ CVTC 가솔린 엔진만 판매되었다.
2016년 7월에 단산됐으며, 2016년 9월에 후속 차종인 QM6가 출시된 후 약 5개월 동안 재고차량을 소진시키고 2016년 12월에 완전히 단종되었다.

### 디젤(전륜 구동/4륜 구동)
- SE
- LE
- RE
- R4U

### 가솔린(전륜 구동)
- SE
- LE
- RE
- R4U

| 구분                 | QM5 네오 2.0ℓ dCi 디젤 2WD              | QM5 네오 2.0ℓ dCi 디젤 4WD              | QM5 네오 2.0ℓ CVTC 가솔린 2WD      |
| -------------------- | --------------------------------------- | --------------------------------------- | ---------------------------------- |
| 전장 (mm)            | 4,525                                   | 4,525                                   | 4,525                              |
| 전폭 (mm)            | 1,855                                   | 1,855                                   | 1,855                              |
| 전고 (mm)            | 1,695 1,710(루프랙 장착시)              | 1,695 1,710(루프랙 장착시)              | 1,695 1,710(루프랙 장착시)         |
| 축거 (mm)            | 2,690                                   | 2,690                                   | 2,690                              |
| 윤거 (전, mm)        | 1,545(R17)                              | 1,545(R17)                              | 1,545(R17)                         |
| 윤거 (후, mm)        | 1,550(R17)                              | 1,550(R17)                              | 1,550(R17)                         |
| 승차 정원            | 5명                                     | 5명                                     | 5명                                |
| 변속기               | 자동 6단                                | 자동 6단                                | CVT                                |
| 서스펜션 (전/후)     | 맥퍼슨 스트럿/멀티 링크                 | 맥퍼슨 스트럿/멀티 링크                 | 맥퍼슨 스트럿/멀티 링크            |
| 구동 형식            | 전륜 구동                               | 4륜 구동                                | 전륜 구동                          |
| 엔진 형식            | M9R                                     | M9R                                     | M4RK                               |
| 연료                 | 디젤                                    | 디젤                                    | 가솔린                             |
| 배기량 (cc)          | 1,995                                   | 1,995                                   | 1,998                              |
| 최고 출력 (ps/rpm)   | 173/3,750                               | 173/3,750                               | 143/6,000                          |
| 최대 토크 (kg*m/rpm) | 36.7/2,000                              | 36.7/2,000                              | 20.1/4,800                         |
| 최고 속도 (km/h)     | -                                       | -                                       | 186(CVT)                           |
| 연료 탱크 용량 (ℓ)   | 65                                      | 65                                      | 65                                 |
| 요소수 탱크 용량 (ℓ) | -                                       | -                                       | -                                  |
| 공차 중량 (kg)       | 1,705(자동 6단)                         | 1,730(자동 6단)                         | 1,570(CVT)                         |
| 연비 (km/ℓ)          | 도심 11.7/고속 15.4/복합 13.2(자동 6단) | 도심 11.4/고속 15.0/복합 12.8(자동 6단) | 도심 10.0/고속 11.4/복합 10.6(CVT) |
| Co2 배출량 (g/km)    | 151(자동 6단)                           | 155(자동 6단)                           | 166(CVT)                           |

## 역대 슬로건

### 1세대(H45)
- The Crossover (QM5)
- Never Compromise (QM5)
- 도시가 더 짜릿해진다 (뉴 QM5)
- 타는 사람들이 보증합니다 (뉴 QM5)
- Good Is Not Enough (QM5 네오)
- Better & Different (QM5 네오)